# スピンコースター
株式会社Spincoaster（スピンコースター、英: Spincoaster, Inc.）は東京都渋谷区に本社を置き、音楽メディア事業を主軸とした日本のインターネット関連企業。

## 概要
音楽を軸としたメディア事業を中心に、アプリ制作事業、イベント制作事業、映像制作事業、出版事業、飲食店事業などを行う。

## 沿革
- 2013年8月 音楽情報メディア「Spincoaster」サービス開始
- 2014年7月 株式会社Spincoaster設立
- 2015年3月 ハイレゾとアナログレコードが楽しめるミュージックバー「Spincoaster Music Bar」を南新宿にオープン
- 2016年10月 音楽情報ポータルアプリ「TYPICA」サービス開始
- 2018年7月  クリエイティブ・プロジェクト「TOKYO SOUNDS」を開始
- 2019年3月  フェスアプリパッケージ「FESPLI」サービス開始
- 2021年10月 リゾート音楽フェス「MIND TRAVEL」を開始
- 2022年10月 ミュージックバーの2号店「Spincoaster Music Bar Ebisu」を恵比寿にオープン

## 出展
- LONDON MUSIC BAR by BEEFEATER[1]
- TOKYO NIGHT STREAMING in Reebok ZPump Fusion 7 Days Running[2]
- ハイレゾ・テイスティング・スポット[3]
- WILD BUNCH FEST.[4]